# سحرة فرعون
سَحَرَةُ فِرْعَوْنَ هُم مَجْمُوعَةٌ مِنَ السَّحَرَةِ دَعَاهُمُ فرعون لمُواجهة موسى –عليه السلامُ– بعد أن أخرج موسى لفرعون يده البيضاء وبعد أن ألقى عصاه فَإِذَا هي ثعبان عظيم، وكانت نتيجة المواجهة أن خر السحرة لله سَاجِدِينَ وأعلنوا إيمانهم برب موسى وهارون، فما كان من فرعون إلا أن قَطَّعَ أَيْدِيَهُمْ وَأَرْجُلَهُمْ مِنْ خِلَافٍ وَصَلَّبَهُمْ في جُذُوعِ النَّخْلِ، قال ابن عباس : "كَانُوا أَوَّلَ النَّهَارِ كَفَرَةً سَحَرَةً وَأَصْبَحُوا آخِرَ النَّهَارِ شُهَدَاءَ بَرَرَةً"، ويؤيد هذا قولهم ربنا افرغ علينا صبرا وتوفنا مسلمين .

## السحرة في القران
﴿فَأَلْقَى عَصَاهُ فَإِذَا هِيَ ثُعْبَانٌ مُبِينٌ ۝٣٢ وَنَزَعَ يَدَهُ فَإِذَا هِيَ بَيْضَاءُ لِلنَّاظِرِينَ ۝٣٣ قَالَ لِلْمَلَإِ حَوْلَهُ إِنَّ هَذَا لَسَاحِرٌ عَلِيمٌ ۝٣٤ يُرِيدُ أَنْ يُخْرِجَكُمْ مِنْ أَرْضِكُمْ بِسِحْرِهِ فَمَاذَا تَأْمُرُونَ ۝٣٥ قَالُوا أَرْجِهْ وَأَخَاهُ وَابْعَثْ فِي الْمَدَائِنِ حَاشِرِينَ ۝٣٦ يَأْتُوكَ بِكُلِّ سَحَّارٍ عَلِيمٍ ۝٣٧ فَجُمِعَ السَّحَرَةُ لِمِيقَاتِ يَوْمٍ مَعْلُومٍ ۝٣٨ وَقِيلَ لِلنَّاسِ هَلْ أَنْتُمْ مُجْتَمِعُونَ ۝٣٩ لَعَلَّنَا نَتَّبِعُ السَّحَرَةَ إِنْ كَانُوا هُمُ الْغَالِبِينَ ۝٤٠ فَلَمَّا جَاءَ السَّحَرَةُ قَالُوا لِفِرْعَوْنَ أَئِنَّ لَنَا لَأَجْرًا إِنْ كُنَّا نَحْنُ الْغَالِبِينَ ۝٤١﴾ ﴿قَالَ نَعَمْ وَإِنَّكُمْ إِذًا لَمِنَ الْمُقَرَّبِينَ ۝٤٢ قَالَ لَهُمْ مُوسَى أَلْقُوا مَا أَنْتُمْ مُلْقُونَ ۝٤٣ فَأَلْقَوْا حِبَالَهُمْ وَعِصِيَّهُمْ وَقَالُوا بِعِزَّةِ فِرْعَوْنَ إِنَّا لَنَحْنُ الْغَالِبُونَ ۝٤٤ فَأَلْقَى مُوسَى عَصَاهُ فَإِذَا هِيَ تَلْقَفُ مَا يَأْفِكُونَ ۝٤٥ فَأُلْقِيَ السَّحَرَةُ سَاجِدِينَ ۝٤٦ قَالُوا آمَنَّا بِرَبِّ الْعَالَمِينَ ۝٤٧ رَبِّ مُوسَى وَهَارُونَ ۝٤٨ قَالَ آمَنْتُمْ لَهُ قَبْلَ أَنْ آذَنَ لَكُمْ إِنَّهُ لَكَبِيرُكُمُ الَّذِي عَلَّمَكُمُ السِّحْرَ فَلَسَوْفَ تَعْلَمُونَ لَأُقَطِّعَنَّ أَيْدِيَكُمْ وَأَرْجُلَكُمْ مِنْ خِلَافٍ وَلَأُصَلِّبَنَّكُمْ أَجْمَعِينَ ۝٤٩ قَالُوا لَا ضَيْرَ إِنَّا إِلَى رَبِّنَا مُنْقَلِبُونَ ۝٥٠ إِنَّا نَطْمَعُ أَنْ يَغْفِرَ لَنَا رَبُّنَا خَطَايَانَا أَنْ كُنَّا أَوَّلَ الْمُؤْمِنِينَ ۝٥١﴾ 

## قصة السحرة
أمر الله تعالى نبيه موسى عليه السلام بالذهاب إلى فرعون , وسأل موسى ربه أن يعينه بأخيه هارون , فلما ذهبا وبلغا فرعون ما أرسلا به من دعوته إلى عبادة الله وحده لا شريك له وأن يفك أسرى بني إسرائيل من قبضته وسطوته ويتركهم يعبدون ربهم , تكبر فرعون في نفسه وعتا وطغى ونظر إلى موسى بعين الازدراء واستمر على طغيانه وعناده , فأدخل موسى يده في جيبه وأخرجها وهي كفلقة القمر تتلألأ نورا تبهر الأبصار فإذا أعادها إلى جيبه رجعت إلى صفتها الأولى , ومع هذا لم ينتفع فرعون بشيء من ذلك بل استمر على ما هو عليه وأظهر أن هذا كله سحر وأراد معارضته بالسحرة , فأرسل للسحرة يجمعهم من سائر مملكته , ثم طلب أن يواعده إلى وقت ومكان معلومين , وكان السحر قد استشرى في القبط في قوم فرعون وكان مهنتهم وحرفتهم , وقد ذهل فرعون من هذا الأمر لذا دعا موسى وهارون إلى التحدي في السحر وجلب السحرة العظام ليواجهوا موسى فإذا انتصروا فسيتم القضاء على دعوته وتعزيز ألوهية فرعون , وكان يوم عيد من أعيادهم ومجتمع لهم أي من أول النهار في وقت اشتداد ضياء الشمس فيكون الحق أظهر وأجلى وحتى يتحقق الهدف الذي يسعى إليه فرعون بتجنيد السحرة , واختار يوم احتفال شعبي وهو يوم الزينة الذي يجتمع فيه المصريون من كل حدب وصوب حتى تصل الرسالة إلى الجميع وليس إلى فئة دون أخرى , فجمع فرعون من كان ببلاده من السحرة من كل بلد ومكان فاجتمع منهم خلق كثير , وتقدم موسى عليه السلام إليهم فوعظهم وزجرهم عن تعاطي السحر الباطل الذي فيه معارضة لآيات الله وحججه , فاصطفوا ووقف موسى وهارون تجاههم قالوا له إما أن تلقي قبلنا وإما أن نلقي ؟ , قال بل ألقوا أنتم , وكانوا قد أخذوا الحبال والعصي فملؤها الزئبق وغيره من الآلات التي تضطرب بسببها تلك الحبال والعصي اضطرابا يخيل للرائي أنها تسعى باختيارها وألقوها وعند ذلك سحروا أعين الناس واسترهبوهم .
فألقى موسى عصاه فصارت حية عظيمة ذات عنق كبير وشكل هائل مرعب بحيث أن الناس خافوا منها , وأقبلت على ما ألقوه من الحبال والعصي فجعلت تلقفه واحدا واحدا في أسرع ما يكون من الحركة , والناس ينظرون إليها ويتعجبون منها , وأما السحرة فرأوا ما هالهم وحيرهم في أمرهم أن هذا ليس بسحر , فأنابوا إلى ربهم وخروا له ساجدين وأعلنوا إيمانهم بالله رب موسى وهارون , فلما رأوا كيف نصر الله موسى عليه السلام بعصاه التي تحولت إلى حية تسعى تلقف ما صنعوا من سحر عظيم انقلبت قلوبهم وتحولت من منتهى الكفر والضلال إلى منتهى اليقين والإيمان وخروا ساجدين , وثبتوا أمام تهديد فرعون , بأنه سيقطع أيديهم وأرجلهم من خلاف ويصلبهم في جذوع النخل وهو تهديد شديد من الصعب أن يصبر عليه شخص حديث الإيمان لكن الله مقلب القلوب ثبت قلوبهم على الإيمان والطاعة في تلك اللحظة العصيبة , قال ابن عباس كانوا أول النهار كفرة سحرة وأصبحوا أخر النهار شهداء بررة , ويؤيد هذا قولهم ربنا افرغ علينا صبرا وتوفنا مسلمين , وقال سعيد بن جبير وعكرمة البربري والأوزاعي وغيرهم لما سجد السحرة رأوا منازلهم وقصورهم في الجنة تهيأ لهم وتزخرف لقدومهم ولهذا لم يلتفتوا إلى تهويل فرعون وتهديده ووعيده لما رأوا من المكرمات.

## عدد سحرة فرعون
اختلف في عدد السحرة الذين جاء بهم فرعون لمقابلة موسى عليه السلام , فذكر ابن كثير في البداية والنهاية أنه قيل : كانوا ثمانين ألفا قاله محمد بن كعب , وقيل سبعين ألفا قاله القاسم بن أبي بردة , وقال السدي بضعة وثلاثين ألفا , وعن أبي أمامة تسعة عشر ألفا , وقال محمد بن إسحاق خمسة عشر ألفا , وقال كعب الأحبار كانوا اثني عشر ألفا , وروى ابن أبي حاتم عن ابن عباس كانوا سبعين رجلا .
وقال السيوطي في الدر المنثور : أخرج عبد الرزاق وابن جرير وابن المنذر النيسابوري وابن أبي حاتم وأبو الشيخ عن ابن عباس قال كانت السحرة سبعين رجلا أصبحوا سحرة وأمسوا شهداء وفي لفظ : كانوا سحرة في أول النهار وشهداء آخر النهار حين قتلوا , وأخرج ابن أبي شيبة وابن جرير وابن أبي حاتم وأبو الشيخ عن كعب قال : كان سحرة فرعون اثني عشر ألفا , وأخرج ابن جرير وابن أبي حاتم عن ابن إسحق قال جمع له خمسة عشر ألف ساحر , وأخرج ابن المنذر وابن أبي حاتم عن أبي ثمامة قال سحرة فرعون سبعة عشر ألفا وفي لفظ تسعة عشر ألفا , وأخرج ابن أبي حاتم وأبو الشيخ عن السدي قال كان السحرة بضعة وثلاثين ألفا ليس منهم رجل إلا معه حبل أو عصا فلما ألقوا سحروا أعين الناس واسترهبوهم .
أخرج ابن جرير وابن أبي حاتم وأبو الشيخ عن القاسم بن أبي بزة قال سحرة فرعون كانوا سبعين ألف ساحر فألقوا سبعين ألف حبل وسبعين ألف عصا حتى جعل موسى يخيل إليه من سحرهم أنها تسعى فأوحى الله إليه يا موسى ألق عصاك فألقى عصاه فإذا هي ثعبان فاغر فاه فابتلع حبالهم وعصيهم فألقي السحرة عند ذلك سجدا فما رفعوا رؤوسهم حتى رأوا الجنة والنار وثواب أهلها , وأخرج ابن أبي حاتم عن محمد بن كعب قال : كانت السحرة الذين توفاهم الله مسلمين ثمانين ألفا وأخرج أبو الشيخ عن ابن جريج قال السحرة ثلاثمائة من قرم وثلاثمائة من العريش ويشكون في ثلاثمائة من الإسكندرية.